# محوطه کند و امامزاده قاسم
محوطه کند و امامزاده قاسم در شهرستان قروه، بخش چهاردولی، روستای گلالی واقع شده و این اثر در تاریخ ۲۵ اسفند ۱۳۷۹ با شمارهٔ ثبت ۳۶۰۰ به‌عنوان یکی از آثار ملی ایران به ثبت رسیده است.